# Ригпа
Ригпа (тиб. རིག་པ, Вайли  rig pa ; санскр. विद्या, IAST: vidyā, «чистое знание-видение») — термин, используемый в учениях буддизма и дзогчен для обозначения изначального недвойственного знания. В общебуддийском смысле ригпа является  синонимом термина видья (интуитивное знание), противоположного  авидье (главной причине заблуждений и иллюзий), обрекающей на череду перерождений в сансаре. В дзогчене термин ригпа имеет несколько отличные коннотации и означает чистое и естественное присутствие в качестве основы любого знания, свойственного всем видам существ и любым состояниям сознания, посредством которого мы все обладаем природой будды, никогда не расставаясь с ней, но редко осознавая её.

## Апперцепция и выход за её пределы

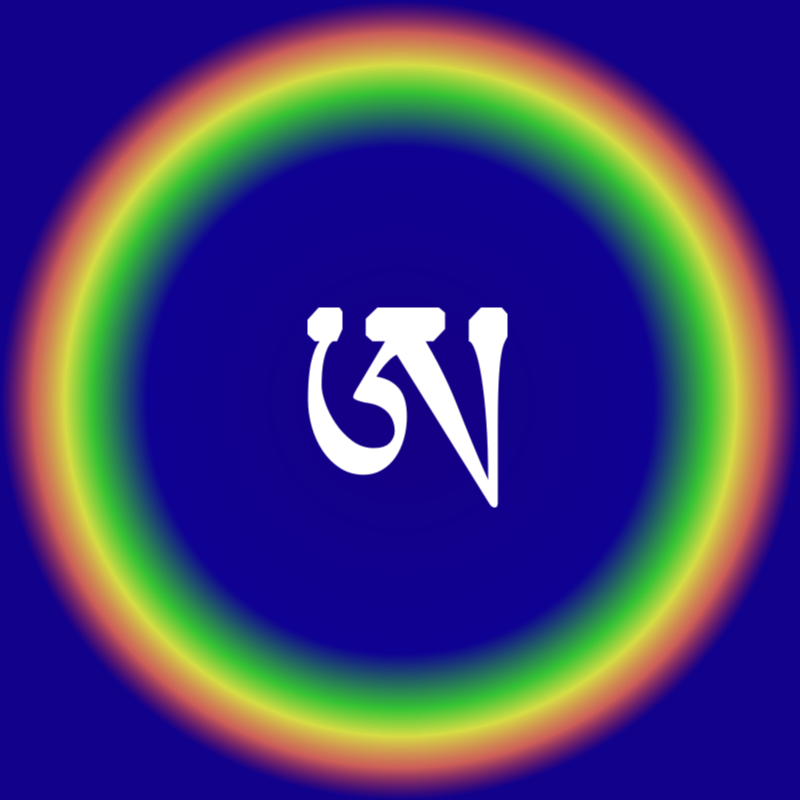
Тибетский слог А в обрамлении радужного Тигле. «А» символизирует кадаг, а тигле символизирует лхундруб.

Ригпа имеет три признака, которые называются «три изначальные мудрости»: Сущность, Природа и Энергия. Первые два из них – это изначальная чистота (кадаг, ka dag) сущностной природы (нгобо, ngo bo) и спонтанная (лхундруб, lhun grub) функциональная природа (рангжин, rang bzhin). Функциональная природа рангжин – это термин, которым в дзогчене обозначается пратитьясамутпада, поскольку рангжин указывает на тот аспект основы бытия, который находится под управлением пратитьясамутпады (взаимозависимого возникновения). В Махаяне пустота и взаимозависимое возникновение представляют собой два аспекта единой реальности. Аспект рангжин преодолевается при помощи специальных видов йоги (таких, как тогал, thod rgal, и др.), преобразующих человеческое тело в «радужное тело» самбхогакаи. В этом контексте лхундруб относится к механизму спонтанного создания познаваемых видимостей (игре ума), при каждой манифестации которого преодолевается склонность к заблуждениям и, тем самым, осуществляется избавление от сансары вместе с её семенами.
Символом дзогчена является тибетская буква А, окружённая радужным тигле. «А» символизирует кадаг, а тигле символизирует лхундруб. Третий уровень мудрости – энергия, проявление изначального состояния (тугдже, thugs rje) – это неразрывное единство кадаг и лхундруб.
Важнейший принцип дзогчена состоит в различении чистого осознавания (ригпа) и ограниченного осознавания (сем, sems). Это различение подчёркивается Джигме Лингпа и восходит к семнадцати тантрам.
В. П. Андросов характеризует ригпу как

 чистое знание-видение, лишённое не только образов и значений, но и даже их тени. Это не некое мистическое переживание, хотя в нём оно и есть, это не цель духовных устремлений, хотя без знания-видения они бесцельны. Ригпа — это абсолютное ничто, врождённое и присутствующее в сознании каждого существа, в каждом акте психического или мыслительного события и даже в промежуточном состоянии между смертью и новым рождением — бардо. То, что всегда есть здесь и сейчас как присутствие знания-видения, без которого невозможна деятельность сознания. Дзогченовский мастер — это тот, кто в любое мгновение любого состояния сознания может «перейти» в ригпу, в чистое присутствие.
Крейг и  др. (1998: p. 476) описывают «поток сознания» или «поток ума» как процесс событий в сознании (C) с использованием алгебраических обозначений C1, C2 and C3, демонстрируя при этом непосредственность недвойственного знания на основании аргумента Reductio ad absurdum:

 То, что недвойственное знание является единственно возможным знанием Я, доказывает аргумент reductio. Если для знания о Я требуется следующее знание C2, которое имеет C1 в качестве своего содержания, тогда, поскольку знание C2 невозможно без знания C3, ad infinitum, то знание о Я невозможно, то есть, оно невозможно, если только не понимать Я с помощью пройденных этапов знания. Поскольку знание Я является непосредственным знанием, знание Я должно быть недвойственным.
В этой цитате «недвойственное знание» при помощи тибетской терминологии следовало бы назвать ригпа, а «знание Я» — тибетским термином рангриг (rang rig). Ригпа представляет собой сокращение термина рангригпа, который включает в себя оба термина: ригпа и рангриг. Второй термин в переводах на тибетский служит в качестве эквивалента санскритского слова «свасамведана/свасамвитти» (самонаблюдение) и имеет разные смыслы в разных учениях. В трудах Дхармакирти он относится к видению двойственного сознания в рефлексивном сознании, что Элиас Каприлес трактует при помощи переосмысленной сартровской терминологии как недвойственное видение осознавания объекта, в котором отсутствует связь между недвойственным видением и осознаванием  объекта, поскольку их отношения подобны зеркалу и отражению в этом зеркале. В данном смысле термин «свасамведана/свасамвитти» подразумевает способность отражения и имеет непосредственное отношение к кантовскому термину «апперцепция» или «осознание восприятия мира человеческим сознанием» .
В дзогчене он обозначает растворение двойственного сознания в недвойственном знании-видении, причём это недвойственное знание-видение означает не недвойственное знание двойственного осознания объекта, а являет собой необходимое условие для недуалистичного, неконцептуального мышления. В этой связи в данном случае нельзя говорить ни о рефлексивности, ни об апперцепции, поскольку не существует двойственного, концептуального восприятия, о котором могло бы знать недвойственное знание-видение. Существует мнение, что рассмотренные различия несущественны и что они исчезают в практике медитации .

## Организация «Ригпа»
Термин «Ригпа» также используется в качестве названия международной буддистской организации, основанной Согьялом Ринпоче.
Согьял Ринпоче дал название «Ригпа» своей организации, которую он использует для распространения учения Будды на Западе. В настоящее время международная сеть центров и общин в 23 странах под брендом «Ригпа» преследует следующие цели:
- сделать возможным использование учения Будды для блага максимального числа людей;
- предоставить возможность последователям буддизма в совершенстве изучить теорию и практику, а также обеспечить необходимую обстановку для полной реализации этой цели.